# San Giovanni Battista

Le San Giovanni Battista est la première grande nave de l'ordre de Saint-Jean de Jérusalem.

## Contexte
L'ordre de Saint-Jean de Jérusalem est autorisé par le pape Clément V, en 1306, à armer des navires. Ils commencent à développer la flotte qui fait leur réputation en mer Méditerranée contre les Seldjoukides et Turcs ottomans à Rhodes, contre les Turcs  et les Barbaresques à Malte. Pour ce faire ils ont toujours eu une Grande Nave ou une Grande Caraque pour diriger leur flotte. C'est sur ce bateau de forme ronde et de haut-bord que prenait place l'amiral.

## Description
Le San Giovanni Battita est la première grande nave dont on ait gradé la trace en 1482. Un écrivain régionaliste, Émile Buffon, écrit que « c'est à Nice que fut construit pour les Chevaliers de Rhodes, le Saint-Jean, qui à cette époque, était le plus grand navire connu. »
Le 13 septembre 1507 le San Giovanni est commandé par le chevalier Jacques de Gastinau quand il se rend maître de la Reine des Mers, une caraque égyptienne, appartenant au sultan d’Égypte.
La grande nave, la San Giovanni, alors jugée trop vieille est remplacée par la nouvelle prise qui prend sa suite.

## Sources
- Émile Buffon, « Du rôle de Villefranche dans l'histoire » dans Nice Historique, 13e Année, no 8, avril 1910
- D. Tailliez, Les Hospitaliers de Saint-Jean de Jérusalem à Nice et Villefranche, Association pour la sauvegarde du patrimoine maritime de Villefranche-sur-Mer